# Sant Esteve de Mont-ros
Sant Esteve de Mont-ros és en el terme municipal de la Torre de Cabdella a la comarca del Pallars Jussà, en el poble de Mont-ros, pertanyent a l'antic terme de Mont-ros.

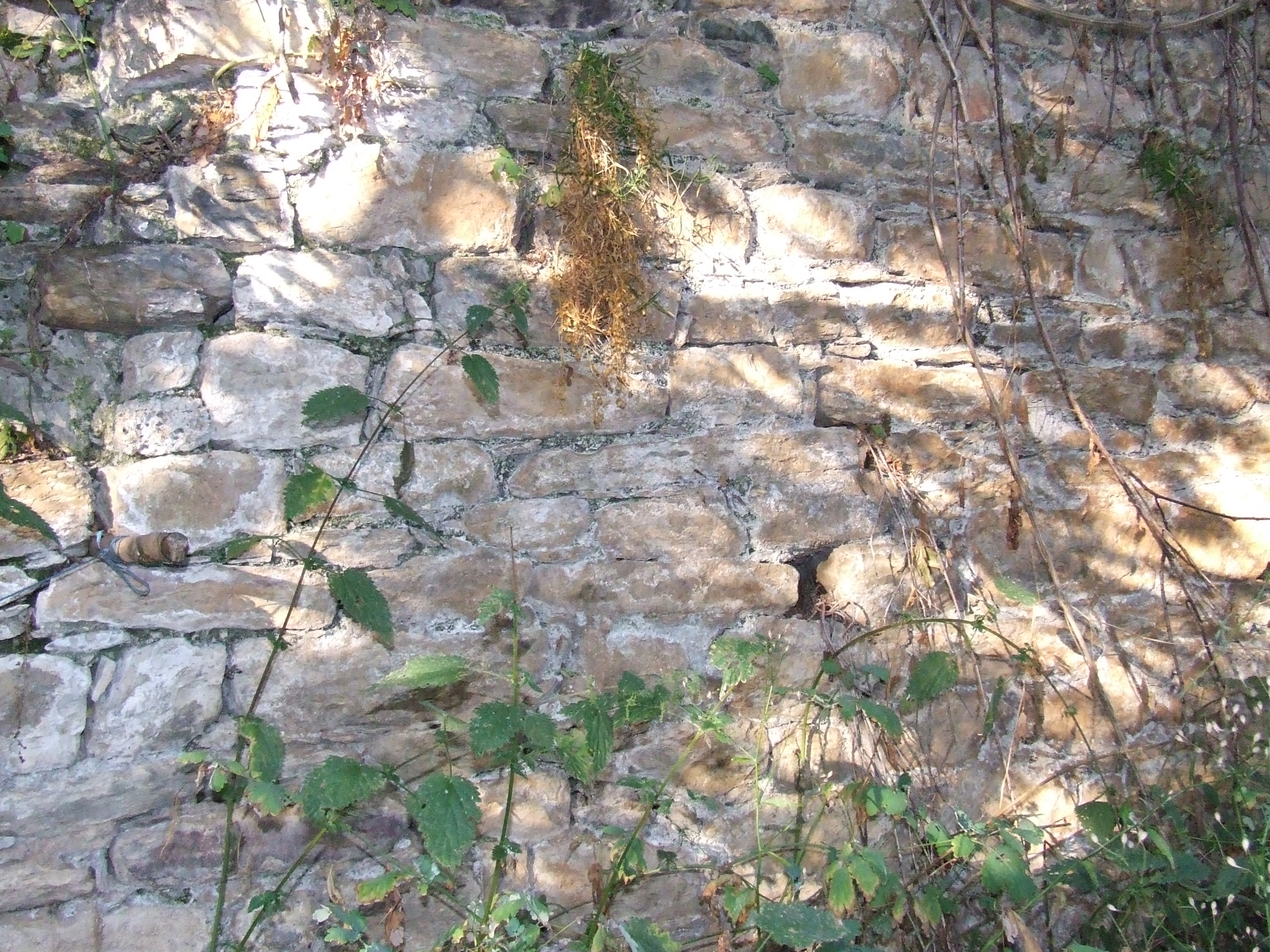
Detall de l'aparell medieval

Les restes d'aquesta església, molt malmesa en fer passar un camí pel mig de l'espai que ocupava, és uns 500 metres en línia recta a l'oest-nord-oest del poble de Mont-ros, i a cosa d'1 km. seguint el mateix camí que destruí el temple. Es tracta de la pista rural asfaltada que enllaça el poble de Mont-ros amb la L-503. En un ample revolt es veu que surt cap al sud-oest un camí que mena a uns prats: era el lloc on es trobava la capella.
Aquesta capella, que el 1904 encara consta com a capella de Mont-ros, és de factura clarament medieval. Fins als anys vuitanta, del segle xx, el temple conservava els murs fins a uns 2,5 metres d'alçada, però en obrir el camí van enderrocar tot el mur de ponent i tot l'absis, per fer passar el camí pel que fou la nau.
Per la poca amplada de la nau i l'absència d'arcs torals, cal suposar que era una església coberta amb fusta. Els carreus amb què es va construir són irregulars, poc treballats, però les filades busquen una regularitat constructiva. Pertany, per tot això, a la segona meitat del segle xi.